# Arya Samaj

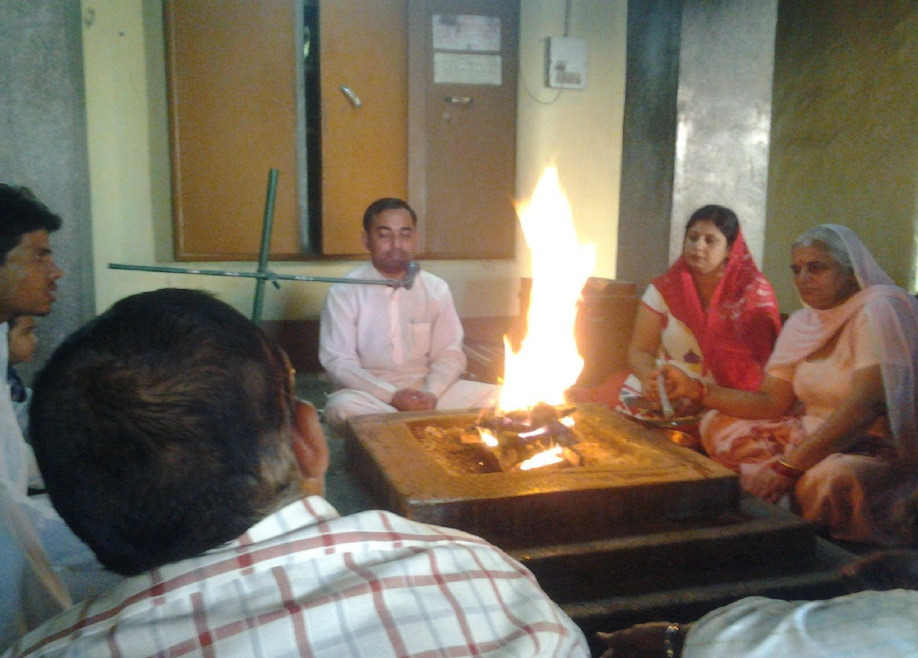
Arya Samajis praktizieren ihr wichtigstes Ritual havan, eine altindische Feuerzeremonie

Der Arya Samaj (Sanskrit; deutsch „Gemeinde der Arier“) ist eine orthodoxe Reformbewegung des Hinduismus, die 1875 von Mula Shankara (spiritueller Name Dayananda Saraswati) in Bombay (heute Mumbai) gegründet wurde. Der Arya Samaj gilt als ein Ursprung für die Entstehung des modernen Hindu-Fundamentalismus.
Die 1875 in New York gegründete Theosophische Gesellschaft fusionierte 1879 bis 1881 mit dem Arya Samaj in Adyar bei Chennai. Sitz der Organisation ist Delhi, Indien.

## Lehre und Pflichten
Das Hauptanliegen war das Bekämpfen der Bilderverehrung im Hinduismus, des Ritualismus, der sozialen Missstände und allem, was in Widerspruch zur reinen Lehre des Veda stand. Die Organisation wurde in Bombay gegründet, fand jedoch durch die Reisen Dayanandas vor allem im Punjab Anhänger. Hierbei handelte es sich um vorwiegend junge Männer, die eine moderne Erziehung genossen hatten. Weil nach bestimmten Reinigungszeremonien auch Kastenniedrige beitreten konnten, zog sich die Organisation jedoch die Missbilligung der Konservativeren zu.
Alle unvedischen Lehren wurden als Irrlehren bezeichnet. Das Glaubensbekenntnis lautet folgendermaßen: Gott (Parameshvara, der höchste Herr) ist die erste Ursache aller wahren Erkenntnis. Er ist seinem Wesen nach Saccidananda, wahres Sein, höchstes Bewusstsein, und Glückseligkeit. Er ist formlos, allmächtig, gerecht, gnädig, ungeboren, unendlich, unveränderlich und unvergleichlich. Er ist die Grundlage und der Herr von allem, allgegenwärtig, immanent, ewig und rein. Er ist der Schöpfer und allein der Verehrung würdig.
Der Veda ist die Quelle der wahren Erkenntnis. Oberste Pflicht ist es, diese Texte zu lesen, zu hören und weiterzuvermitteln. Die Mitglieder sind verpflichtet, dem Dharma (Gesetz) zu folgen, die Wohlfahrt der Welt zu fördern, alle Wesen mit Liebe und Gerechtigkeit zu behandeln und Unwissenheit zu bekämpfen.
In seiner Interpretation des Veda behauptete Dayananda, dass in ihm alle Erkenntnisse, auch die der modernen Wissenschaft, bereits in verschlüsselter Form enthalten seien. Der Veda sei eine Blaupause der Schöpfung. Mit dieser Anschauung beeinflusste Dayananda viele ihm nachfolgende Bewegungen. So assoziiert z. B. die Bewegung Maharishi Mahesh Yogis vedische Hymnen mit Teilen der menschlichen Physiologie.
In der Praxis werden jedoch auch nachvedische Texte, wie die Manusmriti herangezogen. Yoga, gute Werke, Liebe zum wahren Wissen, Besuch bei Weisen, Reinheit des Geistes und ein tätiges Leben können ebenfalls zur Erlösung führen.
Der Arya Samaj weist auf die Falschheit aller anderen Religionen hin, die ihren Ursprung seiner Meinung nach in der Abkehr vom „vedischen Monotheismus“ haben. Dayananda will eine Säuberung von fremden Elementen, wie Bilderverehrung, Ahnenverehrung, Unberührbarkeit, Sati, Kinderheirat, Tieropfer, Priesterschaft und Tempeldienst. Gott soll ohne Symbole durch Lob, Gebet und Meditation gehuldigt werden. Die richtige Gottesverehrung (Devapuja) besteht darin, dass man Weisen, Eltern, Lehrern und allen tugendhaften Menschen die ihnen gebührende Ehrerbietung entgegenbringt. Das alte vedische Feuerritual (Agnihotra) ist ein fester Bestandteil der Gottesverehrung.
Darauf beruht die Bedeutung der fünf täglichen Pflichten:
- Brahmayajna (Vedastudium und Meditation)
- Devayajna (Zerbrennen von Ghi und wohlriechenden Substanzen im heiligen Feuer, Verehren von Respektspersonen)
- Soziale Dienste (Bewirten von Wanderasketen, Darbieten von Speisen an Bedürftige)
- Waschungen vor der Meditation, Rezitation der Gayatri-Mantra, Versenkung
- Gottesdienst (an der vedischen Feuerstelle)

Die Gemeinde hat keine Priester. Anfangs publizierte Dayananda in Sanskrit, später in Hindi. 1931 zählte der Arya Samaj bereits eine Million Mitglieder.
Im späten 19. Jahrhundert führte Dayananda die Shuddhi-Initiation ein, dabei wurden ehemalige Hindus, Angehörige niedriger Kasten sowie Christen und Muslime, die nie Hindus gewesen waren, in den Arya Samaj initiiert. Die Shuddhi-Initiationen wurden später von Swami Shraddhanand fortgeführt und prägten die sozio-religiöse Landschaft von Punjab im späten 19. und frühen 20. Jahrhundert. Die Mitglieder des Arya Samaj durften die Veden studieren und andere religiöse Praktiken ausüben, die sonst den Angehörigen der Kshatriya-, Vaishya- und Brahmanenkasten vorbehalten waren.